# Adolf Merckle
Adolf Merckle, (Dresde (Alemania), 18 de marzo de 1934 – Blaubeuren (Alemania), 5 de enero de 2009), fue un abogado y empresario farmacéutico alemán. Considerado el 5° hombre más rico de Alemania en el 2008, de acuerdo a la revista Forbes.

## Biografía
Merckle heredó en 1967 una compañía química, fundada por su abuelo, y la convirtió en la farmacéutica Phoenix Pharmahandel, una de las más importantes del mundo. Merckle también era propietario de Ratiopharm, productora de medicamentos genéricos. A inicios del siglo XXI, él y su familia se convirtieron en accionistas mayoritarios de HeidelbergCement. También contaba con acciones en empresas productoras de vehículos todo terreno, caña de azúcar, textiles y software.
En el 2006, la revista Forbes lo nombró el 36.° hombre más rico del mundo, con un capital de 11,5 mil millones de dólares estadounidenses.
En el 2008, el conglomerado empresarial de Merckle contaba con cien mil empleados y facturaba 40.200 millones de dólares.
El 5 de enero de 2009, Merckle se suicidó, saltando delante de un tren, en Blaubeuren, Baden-Wurtemberg, cerca de su residencia. A finales del 2008, Merckle había perdido hasta mil millones de euros, al realizar inversiones especulativas en las acciones de Volkswagen. Sus empresas también pasaban por aprietos, y totalizaban deudas estimadas entre 3 y 16 mil millones de euros.
Estaba casado y tenía cuatro hijos.